# Парадокс глобалізації
Парадокс глобалізації — парадокс, описаний американсько-турецьким економістом Дені Родриком (англ. Dani Rodrik), який він також називає трилеммою глобалізації, припускаючи наявність конфлікту між  демократією, економічною глобалізацією і необмеженою  автономією або суверенітетом держав. Родрік стверджує, що неможливе співіснування цих трьох цілей політики на рівні національної держави.

## The Globalization Paradox
У 2011 р. було видано книгу Родріка The Globalization Paradox: Democracy and the Future of the World Economy, присвячену аналізу причин і витоків постульованого автором парадоксу. Його квінтесенцією він вважає конфлікт між  демократичною системою державного управління, далекосяжною інтеграцією економіки окремих держав у світову економіку (гіперглобалізація в сенсі Родріка) і суверенітетом, особливо щодо економічної і соціальної політики.
На думку Родріка, можна поєднати не більше двох із вищезазначених політичних цілей, на що досі в дискурсі проблеми глобалізації не звертають увагу. Він стверджує, що гіперглобалізація можлива тільки у випадку створення тієї чи іншої форми світового уряду (глобальний федералізм), або відмова від демократії в окремих державах на користь технократичної еліти, яка пристосовуватиме свою політику до вимог світового ринку (а не до очікувань громадян). Родрік вважає, що перший варіант не є реалістичним, а другий неприпустимим з моральних міркувань, залишається відмова від гіперглобалізації на користь системи аналогічної Бреттон-Вудській системі. Як стверджує Родрік, така система дозволить суверенним, демократичним країнам скористатися можливостями світового ринку — в межах, визначених міжнародними принципами його роботи.

## Розумна глобалізація
В останньому розділі своєї книги під назвою A Sane Globalization (укр. розумна глобалізація), Родрік запропонував міжнародний проект  економічної системи, яка дозволяє уникнути трилемми глобалізації. Пропонована реформа включає:
- зміна правил  СОТ, з тим щоб держави-члени мали більше свободи в управлінні своїми національними економіками (наприклад, дозволяючи певні форми протекціонізму, щоб захистити національні ринки або певним чином направляти розвиток промисловості),
- введення регулювання світових фінансових ринків (напр., податок Тобіна),
- дозвіл безкоштовного (в порівнянні з поточною ситуацією — Родрік не виключає певні обмеження) переміщення робочої сили між країнами,
- сприйняття країн, що розвиваються, як повноправних господарчих партнерів.